# Rue Ernest-Renan (Saint-Denis)
Pour les articles homonymes, voir Rue Ernest-Renan.
La rue Ernest-Renan est une voie de communication de Saint-Denis.

## Situation et accès

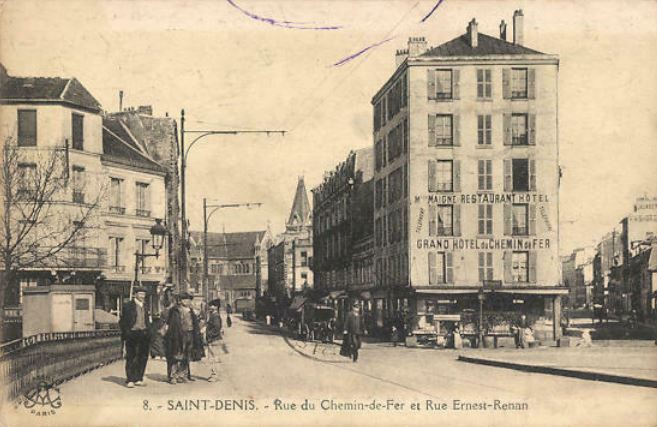
Rue Ernest-Renan à l'angle de la rue du Chemin-de-Fer, années 1900.

Cette rue démarre de la partie piétonnière de la rue Catulienne, croise le boulevard Jules-Guesde, traverse le carrefour de la rue Dezobry et de la rue Ferdinand-Gambon, et se termine au boulevard Marcel-Sembat, où se rencontrent la rue du Port et la rue Auguste-Delaune (anciennement rue du Chemin-de-Fer) au bord du canal Saint-Denis.

## Origine du nom
Cette voie rend hommage à l'écrivain, philologue, philosophe et historien français Ernest Renan (1823-1892).

## Historique
Cette rue qui était une partie de la « rue du Port » prit le nom de « rue Ernest-Renan » le 14 juin 1893.

## Bâtiments remarquables et lieux de mémoire
- À l'angle de la rue Catulienne, le badaud peut contempler le bâtiment d'un ancien cinéma construit en 1908 par la société Pathé frères, reconverti dans les années 1970 en local commercial. C'était le premier cinéma de la ville[5].
- Aux no 10 et 11, se trouvait la Porte Neuve de l'enceinte fortifiée.